# 大西昭男
大西 昭男（おおにし あきお、1926年12月29日 - 2005年2月26日）は、英文学者。関西大学名誉教授。専門はヘンリー・ジェイムズ。

## 略歴
大阪府出身。1943年（昭和18年）大阪市立天王寺商業学校を卒業、1947年（昭和22年）関西大学専門部国漢科卒業。1951年（昭和26年）京都大学文学部英文科卒業、関西大学文学部助手、専任講師、助教授、1963年（昭和38年）教授、文学部長、1979年（昭和54年）学長、5期務め1994年（平成4年）退任。
1979年（昭和54年）「ヘンリー・ジェイムズの文学」で関西大学文学博士。関西大学名誉教授、学校法人関西大学理事長を務めた。
関西大教授の谷沢永一と親しく、学長選では谷沢が参謀となった。長女の夫は関西大学名誉教授・宇佐見太市 (1950 - )、義理の妹の夫は阪大名誉教授・ドイツ文学・中村元保 (1935 - )。

## 叙勲歴
- 2002年 - 勲二等旭日重光章[3][4]

## 著作

### 単著
- 『それもまたよし-学長15年』関西大学出版部 1994年
- 『見ようとする意志-ヘンリー・ジェイムズ論』関西大学出版部 1994年

### 共著
- （山村元彦・上山泰・吉村宏一・森晴秀）『イギリスの現代小説 (1)』東海大学出版会 1988年

### 翻訳
- （多田敏男との共訳）『ヘンリー・ジェイムズ短編集』あぽろん社 1963年
- （多田敏男との共訳）『智恵の樹』あぽろん社 1965年
- 『ヘンリー・ジェイムズ作品集 2』「ポイントンの蒐集品』多田敏男共訳 国書刊行会 1984年

## 注
1. ↑  大西昭男『出身県別 現代人物事典 西日本版』p838 サン・データ・システム 1980年
2. ↑  『人事興信録』1995
3. ↑  「2002年秋の叙勲　勲三等以上と在外邦人、外国人叙勲の受章者一覧」『読売新聞』2002年11月3日朝刊
4. ↑  “秋の叙勲・褒章 大西・関大元理事長・学長に旭2、私学人多数受章”.   全私学新聞 (2002年11月3日). 2023年5月19日閲覧。

| スタブアイコン | サブスタブ | この項目は、まだ閲覧者の調べものの参照としては役立たない、人物に関連した書きかけの項目です。この項目を加筆・訂正などしてくださる協力者を求めています（P:人物伝/PJ:人物伝）。 |